# Neuroleon adspersus
Neuroleon adspersus är en insektsart som först beskrevs av Navás 1929.  Neuroleon adspersus ingår i släktet Neuroleon och familjen myrlejonsländor. Inga underarter finns listade i Catalogue of Life.